# هيو جاي ماكغراث
هيو جاي ماكغراث (بالإنجليزية: Hugh J. McGrath)‏ هو عسكري أمريكي، ولد في 6 أبريل 1858 في فوند دو لاك في الولايات المتحدة، وتوفي في 7 نوفمبر 1899 في مانيلا في الفلبين.